# 1340
1340 (MCCCXL) fue un año bisiesto comenzado en sábado del calendario juliano.

## Acontecimientos
- 26 de enero - Eduardo III de Inglaterra es declarado rey de Francia. Este hecho desencadenará la guerra de los Cien Años.
- 26 de junio - Batalla naval de Sluys, primer gran enfrentamiento armado entre ingleses y franceses en el marco de la guerra de los Cien Años.
- 1 de septiembre- Petrarca recibe del Senado de la ciudad de Roma la Corona de laurel.
- 30 de octubre - El rey Alfonso XI de Castilla vence a los musulmanes en la batalla del Salado.

La partida doble tuvo su origen probablemente en la región de la Toscana antes de finales del siglo XIII y el ejemplo más antiguo de su uso son las cuentas públicas de la ciudad de Génova en el año 1340.9

## Nacimientos
- Pedro González de Mendoza, militar y poeta castellano.
- Teófanes el Griego artista griego bizantino
- Juan Alfonso de Castilla, hijo ilegítimo de Alfonso XI de Castilla y de Leonor de Guzmán.
- Geoffrey Chaucer, Escritor y Poeta Inglés

## Fallecimientos
- Bahya ben Asher ubicado en Zaragoza también llamado Rabbeinu Behaye fue un rabino y erudito judío.